# Haic
Haic (in amarico ሐይቅ, Ḥäyəḳə, letteralmente Lago) è un centro abitato dell'Etiopia, situato nella Regione degli Amara. Prende il nome dal vicino lago Haic.

## Storia
Il primo europeo giunto in questo luogo fu Francisco Álvares, che raggiunse il lago Haic il 21 settembre 1520, riferendo che nel lago vivevano ippopotami e pesci gatto e che attorno ad esso crescevano limoni e arance. Poco prima della sua ascesa al potere nel 1606, Sissinio I marciò verso la zona di Haic, dove scacciò un gruppo di Oromo che aveva invaso l'area intorno al monastero di Santo Stefano.
Verso la fine degli anni 1930, gli italiani dedicarono un'edicola l'immagine dell'Addolorata per i caduti della 4ª Divisione CC.NN. "3 gennaio". A metà degli anni 1980, i servizi educativi locali furono potenziati dal Progetto Educativo Ambientale svedese "Wello", che gestiva una scuola secondaria. Haic fu in precedenza la capitale del woreda o distretto di Amba Sel a Wollo.
Il servizio telefonico raggiunse la città tra il 1954 e il 1967.
Nel marzo 2009 è iniziata la costruzione di un centro giovanile, che comprende servizi come una palestra, una sala internet, una sala riunioni, un bar e spazi per uffici. I fondi per la costruzione dell'edificio, stanziati in un milione di Birr, sono stati forniti dalla woreda e dall'organizzazione non governativa Helvidius.

## Monumenti e luoghi d'interesse
Il monastero di Santo Stefano fu costruito intorno al IX secolo dal re axumita Dil Na'od. Nel XIII secolo la chiesa fu convertita in un monastero in gran parte grazie al lavoro di San Iasùs Moà e in seguito dell'imperatore Yekuno Amlak.
Tra i punti di riferimento più importanti ci sono le chiese Hayq Timhirt e Hayq Yohannis. Vicino alla città si trova la chiesa di Hayq Tekle Haymanot, fondata secondo la tradizione nell'862 da San Kalae Salama durante il regno del re Dil Na'od.
Il Lago Haic ha un'estensione di 23 km²

## Demografia
Sulla base dei dati dell'Agenzia statistica centrale del 2005, Haic ha una popolazione totale stimata di 14.319 persone, di cui 7.226 uomini e 7.093 donne. Il censimento del 1994 ha registrato che questa città aveva una popolazione totale di 8.247 abitanti, di cui 3.802 maschi e 4.445 femmine. È la città più popolosa del woreda di Tehuledere.